# Prieuré Saint-Morand d'Altkirch
Le prieuré Saint-Morand, construit à Altkirch, est fondé vers 1105 par les comtes de Ferrette.
Il fait d'abord partie du chapitre canonial, puis est donné aux clunisiens par le comte Frédéric Ier de Ferrette. Les biens et les bâtiments passent aux mains des Jésuites en 1621.
Le prieuré est inscrit partiellement au titre des monuments historiques en 1937.
Les survivances architecturales de l’ancien prieuré sont intégrées aujourd’hui dans le Centre Hospitalier Saint-Morand.

## Fondation

### Donation de Frédéric Ier à Hugues de Semur
Le prieuré est fondé entre 1049 et 1066, lors de la percée de Cluny vers le Rhin, en même temps que celui de Froidefontaine,. Il s'agit à l'origine d'une église dédiée à saint Christophe appartenant aux comtes de Ferrette. Cette église est alors desservie par un petit chapitre de quatre chanoines (Burchard l’Ancien, Werner, Burchard le Jeune, Pierre, Azzo) et un prévôt (Reinbold) à leur tête.
Le 3 juillet 1105, Frédéric Ier, comte de Ferrette, donne Altkirch et son église à l’abbé Hugues de Semur et à ses successeurs,. Cette donation intéresse particulièrement l'abbé, qui porte un intérêt pour Altkirch et le Sundgau depuis le début de son abbatiat : le don s'inscrit dans la conquête clunisienne de l'Alsace. La donation est confirmée par le pape Pascal II le 7 février 1107 lorsqu’il visite Cluny. Dans l'acte de donation de 1105, le comte Frédéric ne s'est pas réservé l'avouerie seigneuriale ; elle revient donc à l'abbaye de Cluny. Dans les faits, Ulrich II vers 1247, se comporte en avoué.
L'ordre clunisien rencontre cependant un problème dans sa percée en Alsace : la langue. Le prieur Constantius et les premiers moines de Cluny utilisent la langue romane et ne connaissaient pas l’alémanique, et encore moins le dialecte sundgauvien.
Hugues de Cluny envoie donc un moine, Morand, qu'il envoie à Altkirch pour ses compétences linguistiques.

### Saint Morand

#### Origine de saint Morand
Né de parents nobles, il est originaire  de Rhénanie, près de Worms où il fait ses études bien que son hagiographe place sa naissance aux « confins de la Gaule ». Il est ordonné prêtre à Worms et part en pèlerinage à Saint-Jacques-de-Compostelle. En chemin, il s’arrête à Cluny et est impressionné par Hugues de Sémur. Il se résout à se faire moine à son retour de pèlerinage.
Il part d’abord en Auvergne pour propager la réforme clunisienne (notamment à Sauxillanges, Souvigny, Mozac) et d'y renforcer la présence de Cluny dans le Massif central. Il rejoint ensuite Altkirch pour seconder la nouvelle fondation grâce à ses vertus monastiques et son bilinguisme. De son vivant, il est en effet connu pour la ferveur de son observance, son assiduité à la prière, son don d’établir la concorde ainsi que son pouvoir de chasser les démons. Il est décrit par ses hagiographes comme très amaigri, avec des cheveux blancs et doté d'une grande douceur et modestie.

#### Arrivée à Altkirch et canonisation
Morand arrive à Altkirch avant la mort de l’abbé Hugues de Semur, qui décède le 29 avril 1109. Il y reste jusqu'à sa mort en 1115 afin d'y développer la communauté.
Dans le Sundgau, il est connu pour sa charité, sa sainteté, sa doctrine monastique, ses dons en thaumaturgie, son pouvoir contre les démons et ses guérisons. Il aurait accompli plusieurs miracles,. Il délivre notamment le comte Frédéric d’une paralysie faciale, chasse le diable une fois dans la nuit et éteint un incendie menaçant le prieuré. Il est proclamé de son vivant patron du Sundgau et canonisé spontanément après sa mort. Il est célébré le 3 juin depuis 1347. Après sa mort, un pèlerinage se développe autour de sa tombe pendant un temps.

## Le pèlerinage de saint Morand
Rapidement après sa mort, saint Morand exerce une fascination de par l'importance de ses miracles et sa sainteté attire les foules, les moines et les clercs. Dès 1280, une confrérie de saint Morand est créée et bénéfice de lettres d’indulgences en 1289 et 1326,. En 1491, elle est associée spirituellement à l’ordre de Cluny.
Les seigneurs laïcs ont également un attrait pour le lieu. Les Habsbourg font de saint Morand un saint domestique de leur dynastie. Ainsi, en 1365, le duc d’Autriche Rodolphe IV institue dans la Marienkapelle de Strassengel en Styrie une lumière éternelle et une messe en l’honneur du saint.
L’archiduc Frédéric III d’Autriche, comte du Tyrol, offre au prieuré, en 1428, une statue en argent de Morand. Les reliques du saint attirent également les convoitises : la moitié de son crâne est envoyée à Vienne, à la cathédrale de Saint-Étienne. Il y reçoit la vénération des fidèles.
Les paroissiens de Steinbach adoptent Morand comme patron du vignoble et du vin d’Alsace.

## Histoire du prieuré
L'histoire du prieuré est rythmée par la convoitise de laïcs mais aussi d'ecclésiastiques. Cet attrait est la conséquence directe du succès spirituel et temporel du monastère : Saint-Morand devient au fil des siècles un lieu de pèlerinage susceptible d'être lucratif.

### La convoitise des seigneurs et laïcs

#### Les comtes de Ferrette
Les comtes de Ferrette sont les premiers à faire valoir leurs droits sur le monastère, dont ils sont les fondateurs et dont ils restent les avoués, bien que l'acte de donation ne leur octroie pas cette fonction.
En 1247, Berthold, prévôt de la collégiale de Moutier-Grandval, se fait attribuer le prieuré d’Altkirch. Jadis florissant, le lieu sombre peu à peu dans la misère. Lutold, évêque de Bâle, décide d'intervenir auprès du pape Innocent IV, pour l'informer de la situation. Les difficultés rencontrées par le monastère sont causées par le comte Ulrich II de Ferrette, qui dilapide les biens ecclésiastiques et en fait profiter l'ex-empereur Frédéric II, adversaire du pape.
À la même période, Frédéric de Rougemont, fils d’Ulrich II, se fait moine et s’empare de la charge de prieur d’Altkirch. Il cherche ensuite à étendre son pouvoir, notamment en essayant d’obtenir les prieurés de Sankt Ulrich et de Thierenbach. Un des prieurs en avertit Cluny, qui réagit et met fin aux fonctions de Frédéric,.

#### Berthold de Ferrette
Aucun prieur n’est mis en place à la tête du prieuré à la suite de cet événement. Le monastère est à cette époque dans un mauvais état. En 1248, Berthold de Ferrette devient évêque de Bâle. Il souhaite rester propriétaire du prieuré afin de le réserver à son frère Ulrich et son neveu Thibaut. En 1259, Thibaut s’empare de force du prieuré : l’abbé de Cluny fait opposition de cet abus de droit. Dans les faits, Thibaut conserve sa mainmise sur le lieu jusqu’en 1269, lorsque le chapitre général consent à lui payer une rente annuelle. À partir de cette date, le prieuré est libéré de la mainmise des seigneurs locaux,.

#### Bachelarius
En 1276, la situation du monastère n'est guère florissante : le prieur n’est pas en mesure de redresser la situation financière et décide de concéder les biens temporels à un chevalier du nom de Bachelarius, pour une durée de 4 ans. Passé cette période, le prieur et la communauté récupèrent le monastère sans aucune dette. Pour faire rentrer un maximum de fonds, et en faire sortir peu, l’administrateur refuse de payer la collecte pour la Terre Sainte pour dépenser le minimum ; Saint-Morand est alors frappé de l’interdit de l’Office divin et est suspendu jusqu'en 1289,.
En 1287, une confrérie en l’honneur de saint Morand et de la Vierge est fondée afin de prier pour les âmes du purgatoire. Elle rassemble des bourgeois et des nobles d’Altkirch, ainsi que des habitants de Steinbach et du petit prieuré de Saint-Morand à Ribeauvillé.

#### Frédéric le Beau d'Autriche
En 1325, Frédéric le Beau d’Autriche extorque les biens du monastère, qui s’endette à nouveau. Les puissants se servent du prieuré comme d’un appui politique mais aussi d’un réservoir de ressources.

### Les convoitises ecclésiastiques

#### Les revendications des évêques de Bâle
En 1289, l’évêque de Bâle, Pierre Ier Reich de Reichenstein, exige des prieurés clunisiens (Altkirch, Froidefontaine, Feldbach) le versement d’une contribution financière, le cathedraticum, un impôt épiscopal prélevé sur les activités pastorales. Jusqu'à présent, ces lieux en étaient exemptés. L'évêque demande les arriérés des cent dernières années pour non-versement de la taxe. Cluny ne réagit pas dans un premier, puis l'abbé finit par s’y opposer mais sans succès : le prieur d’Altkirch est imposé de 10 sous en 1302 pour le compte des décimes. La taxe épiscopale de 1441 est plus élevée : le chapelain est redevable de 2 marcs, le prieur et le prieuré de 80 marcs chacun.

#### La tentative de mainmise des ordres mendiants
Au cours du XIIIe siècle, les Ordres mendiants des frères mineurs, des frères prêcheurs et des chanoines réguliers de Saint-Augustin essayent de faire main basse sur le prieuré. Ils sont probablement attirés par le rayonnement du pèlerinage, les ressources qui en découlent et la spiritualité de Saint-Morand. Pendant un temps, ces ordres finissent par s’emparer du pèlerinage. L’abbé de Cluny sollicite l'aide d'Ulrich III, comte de Ferrette, afin de rétablir avec succès l'autorité clunisienne sur le prieuré.

#### Une baisse de la ferveur ecclésiastique
À la fin du XIIIe siècle et au début du XIVe, la situation spirituelle et morale de la communauté monastique semble avoir été en baisse, comme le laissent suggérer plusieurs scandales. En 1287, un moine, frère Jean de Rompont, est possédé par le démon : il agresse un laïc et se jette sur les moines. En 1295, frère Jean de Saint-Alban, accuse, à tort, son prieur d’incontinence. Ce même moine avait déjà été emprisonné auparavant pour des petits larcins par l’évêque de Bâle. Il finit par être emprisonné à Cluny. En 1298, Regnaud de Bouclans manque à son vœu de célibat ; il est transféré dans un autre monastère de l’Ordre. En 1301, c'est également le cas d'un autre moine nommé Pierre.

### XIIIe–XIVesiècles
Au XIIIe et XIVe siècles, le monastère est solidement ancré dans le réseau de la noblesse régionale. À la fin du Moyen Age, les comtes de Ferrette sont oubliés. La donation du patrimoine est alors vieille de trois siècles et demi : la famille des donateurs s’est éteinte depuis plus d’un siècle. Ce sont les ducs et archiducs d’Autriche qui prennent leur place. Frédéric III d’Autriche s’occupe des pays antérieurs et offre en 1428 une statue argentée de saint Morand au prieuré. Plusieurs autres familles jouent également les rôles de donateurs et de bienfaiteurs. Ainsi, la famille des nobles de Zaessingue, vassaux des comtes de Ferrette, puis des ducs d’Autriche, figure en tête des legs depuis le milieu du XIIIe siècle. Les Stocker de Porrentruy, qui possèdent un caveau domestique devant l’autel à l’église prieurale, et les nobles de Knoeringue sont également très liés au prieuré. La famille des Schorin a fourni un administrateur à Saint-Morand ; celle des Hagenbach, le prieur Jean d’Altdorf. D'autres familles telles que les Friesen, les Munch, les Schwigger, les Wunnenberg ou les Obersept sont en relations avec Saint-Morand d'Altkirch. En échange des dons, les moines prient pour leur âme.
Par l’intercession accordée en échange des biens temporels, le prieuré tisse des appuis utiles.
En 1358, la qualité des offices est en baisse : les moines ne potent plus la coule, seulement le petit scapulaire. En 1367, le prieur n'obéit pas à Cluny.
Entre 1375 et 1379, le prieuré est détruit notamment en raison des guerres du seigneur de Conchiacus. Les édifices sont réparés en 1400.

### XVesiècle

#### Un restaurateur, Martin Grantner (1451-1477)
La guerre des Armagnacs en 1444 et l’invasion des Bâlois durant les années suivantes causèrent de graves dégâts au prieuré. Martin Grantner, prieur de Saint-Morand, redresse la situation temporelle et spirituelle du monastère. Né à Colmar début XVe siècle, il entre au prieuré Saint-Pierre de la ville. Il en devient le prieur en 1449. En 1451, il est nommé prieur à Altkirch. Son priorat est marqué par la restauration de l’église, de son clocher, de la reconstruction d'une aile du couvent et des dépendances économiques. Il augmente les biens et les revenus du monastère. Tombé malade en 1462, il refuse de démissionner de ses fonctions : le monastère entre dans une nouvelle période de difficultés. Il finit par se retirer à Colmar en 1477, à la demande du légat du pape, Alexandre Numai, qui met en place un coadjuteur. Grantner meurt en 1482 et est enterré à Altkirch. Sa tombe est toujours visible.

#### Suppression du prieuré Clunisien
Les biens monastiques attirent la convoitise des dignitaires ecclésiastiques. Ainsi, dès 1455, un cardinal essaye d’obtenir le prieuré en commende. En 1477, les prieurés d’Altkirch et de Enschingen sont temporairement réunis sous l’administration d’un prieur commun, Gottfrid Minser. En 1490, le prieuré de Saint-Morand d'Altkirch est confié à Jean de Pino, prévôt de Froidefontaine et chapelain personnel de l’empereur Maximilien Ier, débutant ainsi une longue série de prieurs séculiers, ecclésiastiques ou laïcs, qui durera tout le XVIe siècle.
À partir de 1508, les visites canoniques n'ont plus lieu et les rapports ne sont plus envoyés au chapitre général de Cluny,. Le prieur d’Altkirch fut désigné à plusieurs reprises comme visiteur canonique de la province d’Alémanie. En raison du caractère séculier de plusieurs prieurs, ces fonctions semblent avoir été plus nominatives que réelles. L'ensemble de ces difficultés font du XVIe siècle une période de décadence, renforcée par la crise protestante, marquant la fin progressive du prieuré. En 1525, lors de la guerre des Paysans, un moine est tué tandis que le prieur s'enfuit à la nage à travers l'Ill,.
En 1533, un procès oppose Jean Burcard, alors prieur, à Gaspard de Morimont qui l'aurait insulté. Le 13 décembre 1544, l’administration du prieuré d’Altkirch fut confiée au prieur de Feldbach. La guerre de Trente Ans (1545-1563) met à mal le monastère qui tombe peu à peu dans la misère.
À la fin du XVIe siècle, l’ordre de Cluny est trop faible et Saint-Morand passe aux mains des jésuites en 1621.
La suppression des Jésuites en 1733 permet à l'Ordre de Cluny de récupérer son prieuré.

## Organisation du prieuré

### La communauté monastique

#### Taille de la communauté
Le prieuré de Saint-Morand d'Altkirch est une petite communauté composée d'environ cinq moines. Il semblerait qu'il n'y en ait jamais eu plus de six en même temps dans ce monastère,.
| Années      | Nombre de moines            | Observations                                                         |
| ----------- | --------------------------- | -------------------------------------------------------------------- |
| 1342        | 4 moines et 1 prieur        | Dettes de 1700 livres                                                |
| 1352 - 1356 | 5 moines, absence de prieur | Monastère bien tenu (spirituel et temporel)                          |
| 1379        | 3 moines, 1 prieur          | Le prieuré est détruit à cause des guerres du seigneur de Conchiacus |

#### Rôle des moines
Les petites communautés, comme celle de Saint-Morand, n'ont pas l'obligation de célébrer solennellement l’ensemble de l’office divin. Seules la grand-messe quotidienne et les vêpres sont chantées, les autres heures sont récitées. La prière pour les défunts était une particularité des moines de Cluny, ce qui explique qu’un grand nombre de personnes, en particulier les familles de seigneurs, ont souhaité s'y faire enterrer. Un grand nombre d’anniversaires pour les défunts sont célébrés à l’église de Saint-Morand.
L’instruction de la communauté, l’administration temporelle, l’étude et la lecture font de l’église Saint-Christophe et de son prieuré un centre de vie chrétienne et intellectuelle. On ne sait que peu de choses sur la vie quotidienne de la communauté qui suivait la règle de Cluny. Elle avait la charge de la paroisse d’Altkirch jusqu’à la construction de l’église Notre-Dame, dans la ville-même en 1254, église qui sera considérée comme une dépendance de celle du prieuré. Le prieur nomme le vicaire perpétuel pour la desservir.
L'aumône est distribuée trois fois par semaine.

#### L'enseignement
Au Moyen Age, l’Église se charge de l’enseignement. Ainsi, le prieuré d’Altkirch comporte une école et en 1349, un bourgeois nommé Jean Kappart offre au prieuré des biens afin que le prieur puisse entretenir le maitre de l’école. L'acte précise que le prieur de Saint-Morand devient administrateur des biens à la mort de Jean Kappart. Les archives précise notamment que ce dernier prend son repas au prieuré.

### Organisation territoriale

#### Les propriétés d'Altkirch
Altkirch et son église Saint-Christophe forment le noyau initial du domaine monastique. Le prieuré n'y possède pas de cour colongère. En revanche, il possède des biens et touche des revenus, des cens et des redevances (sur l’huile notamment). Il possède un moulin.
Le prieuré perçoit la dime sur toute l’étendue de la paroisse d’Altkirch, autour de l'église Saint-Christophe et Notre-Dame. Il en fit de même dans d’autres églises, même sans posséder le droit de collation (Riespach, Steinbach, Traubach, Walheim).
Dans certaines paroisses, où le prieuré avait des possessions sans droits ecclésiastiques, il prélève également la dime.

#### Les cours colongères
Le prieuré de Saint-Morand d'Altkirch possède douze cours colongères,,, et ce, depuis au moins 1420. Le mode d'acquisition de ces colonges n'est pas connu. Ces cours forment le cadre du domaine. Elles étaient réparties autour du prieuré. Celle de Spechbach étend sa juridiction sur les autres cours ; elle exerce la fonction de cour-mère.
Ce sont des ressources importantes pour le prieuré : les cours fournissent du poisson ou des vêtements par exemple. La liste des cours colongères est la suivante :
| Cours                 | Observation                                       |
| --------------------- | ------------------------------------------------- |
| Aspach                | avec une dépendance à Heidwiller                  |
| Berentzwiller         | avec des dépendances à Ranspach le Haut et le Bas |
| Buethwiller           |                                                   |
| Carspach              |                                                   |
| Enschingen            |                                                   |
| Emlingen              | avec une dépendance à Wittersdorf                 |
| Tagsdorf et Schwoeben |                                                   |
| Werentzhouse          |                                                   |
| Henflingen            | avec des dépendance à Grentzingen et Niederdorf   |
| Rammersmatt           |                                                   |
| Spechbach             | mères de toutes les cours colongères              |
| Strueth et Walheim    |                                                   |

Les dix premières relèvent du prieur de Saint-Morand tandis que les deux dernières relèvent du custode du monastère. Ces douze cours colongères ont globalement toutes la même constitution. Seule celle de Spechpach possède des privilèges : elle est la mère des autres cours. En cas de litige les sujets des colonges peuvent faire appel auprès de leur maire. Les maires des colonges sont nommés par le prieur qui s’y rend chaque année pour y rendre la justice.
Les colonges de Saint-Morand n’exercent pas la haute justice, n’ont pas d’avoué protecteur, pas de prévôts, pas de serf ni de corvée et peu de terres communales,. Leurs juridictions ne s’étend qu’aux paysans y habitant.

#### Autres terres possédées
Le prieuré possède d'autres terres dispersées autour du domaine et directement gérées par les cours colongères :
| Ammertzwiller | Bergholtz     | Wuenheim   | Steinbach  | Traubach | Montreux         | Riespach    | Falckwiller | Illfurth    |
| Turckheim     | Luemschwiller | Reidwiller | Hagenbach  | Walheim  | Obermorschwiller | Gommersdorf | Heiwiller   | Ballersdorf |
| Hirtzbach     | Hirsingue     | Willer     | Henflingen | Friesen  | Grentzingen      | Oberdorf    |             |             |

#### Le Petit Saint-Morand de Ribeauvillé
Il est fondé entre le début du XIVe siècle et 1347 par le prieuré d'Altkirch. Il dépend de la seigneurie de Ribeaupierre et porte le nom de "maison de Dieu". Son statut de dépendance n'est officiel qu'à partir du XVe siècle.
Le prieuré est situé à l’extérieur et en amont de la ville de Ribeauvillé. Le patron originel est saint Jean-Baptiste mais il est peu à peu effacé par saint Morand au XVe siècle. Le Petit Saint-Morand de Ribeauvillé fut « un prieuré de pèlerinage » en l’honneur de saint Morand. Le lieu ne possède pas de prieur mais un curateur (Pfleger en allemand) ou un régisseur. La communauté, très petite, dépend administrativement du monastère d’Altkirch. Saint-Morand a la tutelle et l’administration du lieu et en est le supérieur direct : Cluny ne se rend pas à Ribeauvillé et règle la gestion depuis Altkirch. La collation et le droit de nomination appartiennent au prieuré de Saint-Morand ou, à défaut, au vicaire général de Cluny. Le Petit Saint-Morand ne compte qu'un ou deux moines, en plus du curateur lorsque le lieu est attractif. Au XVe siècle, le prieur est seul pour assurer la charge du lieu. Leurs fonctions consistent à la gestion du temporel et l’animation du pèlerinage.
Aux XVe et XVIe siècles, le prieuré sombre peu à peu dans l'oubli.
En 1621, les bâtiments, les biens et les revenus passent aux collèges des Jésuites à Fribourg en Brisgau avec l’ensemble des propriétés de Saint-Morand d’Altkirch.

#### Les vignes de Steinbach
Le prieuré y possède des vignes, la dîme et l’église.

### L'église Saint-Christophe et l'église Notre-Dame
L’église dédiée à saint Christophe est l’une des plus anciennes de la région. Avec le temps, cette église paroissiale devient une église prieurale : le curé est également le prieur de Saint-Morand. En 1255, l’évêque de Bâle, Berthold de Ferrette, édifie l'église Notre-Dame à un kilomètre d’Altkirch. Notre-Dame reste dépendante de Saint-Morand, qui nomme les desservants.
Avec l’émancipation urbaine à partir du XIIIe siècle, les bourgeois de la ville souhaitent une indépendance paroissiale. En 1481 s’ouvre un procès entre Saint-Morand et la ville d’Altkirch. Le prieur veut conserver son droit de collation et de patronage tandis que la ville revendique une autonomie paroissiale. L’affaire n'est jamais résolue. Durant la période monastique, le prieur garda le droit de collation ainsi qu’en 1482, 1493, 1497, 1509, 1528 et 1533. Le prieur de Saint-Morand se considère comme le recteur et collateur de l’église paroissiale de Notre-Dame.

## Liste des prieurs
| Nom du prieur                                    | Durée du priorat |
| ------------------------------------------------ | ---------------- |
| Constantius                                      | 1105-1109        |
| Morand                                           | 1109-?           |
| Rodolphe                                         | v.1144-1150      |
| Chuono                                           | 1184-1210        |
| Frédéric de Ferrette                             | v1245-1257       |
| Cuno de Schauenbourg                             | 1287-1314        |
| Jean de Porrentruy                               | 1319-1327        |
| Aymon Coci                                       | 1327-?           |
| Gamandus                                         | 1328-?           |
| Heymo                                            | 1342-?           |
| Jean de Wigolsheim                               | 1342-1346        |
| Bernard de Carlario                              | 1354-1355        |
| Simon                                            | 1358-?           |
| Pierre                                           | 1360-?           |
| Jean de Mont Ferrant                             | 1378-?           |
| Jean de Balmeta                                  | 1284-?           |
| Nicolas de Balmeta                               | ?-?              |
| Jean de Baumotte                                 | 1401-?           |
| Ulrich Schweighauser                             | 1405-1409        |
| Jean d'Altdorf                                   | 1426-1444        |
| Martin Grantner                                  | 1451-1477        |
| Gottfrid Minser de Goth (coadjuteur de Grantner) | 1477-1482        |
| Henri de Réguisheim                              | 1484-1489        |
| Jean de Pino (prieur de Froidefontaine)          | 1468-1492        |
| Jean-Jacques de Morimont                         | 1504-1516        |
| Jean Frey (prieur d'Enschingen de 1499 à 1521)   | 1518-?           |
| Henri Geldelin                                   | 1520-?           |
| Pierre Gévaudan                                  | 1521-1528        |
| Pierre Samson                                    | 1528-?           |
| Jean de Fruchière                                | 1532-?           |
| Jean Burckard                                    | 1532-1533        |
| Jacques de Morimond                              | 1533-?           |
| Jean Tullerus                                    | 1535-1548        |
| Philibert Poissenot                              | 1548             |
| Jean de la Jonchière                             | 1551-1557        |
| Nicolas de Magece                                | 1556             |
| Pierre Gorre                                     | 1561-1573        |
| Hugues de Grandmont                              | 1573             |
| Nicolas Vieille                                  | 1572-1585        |
| Jean-Paul Windeck                                | 1618-1620        |